# ارسته گروپ

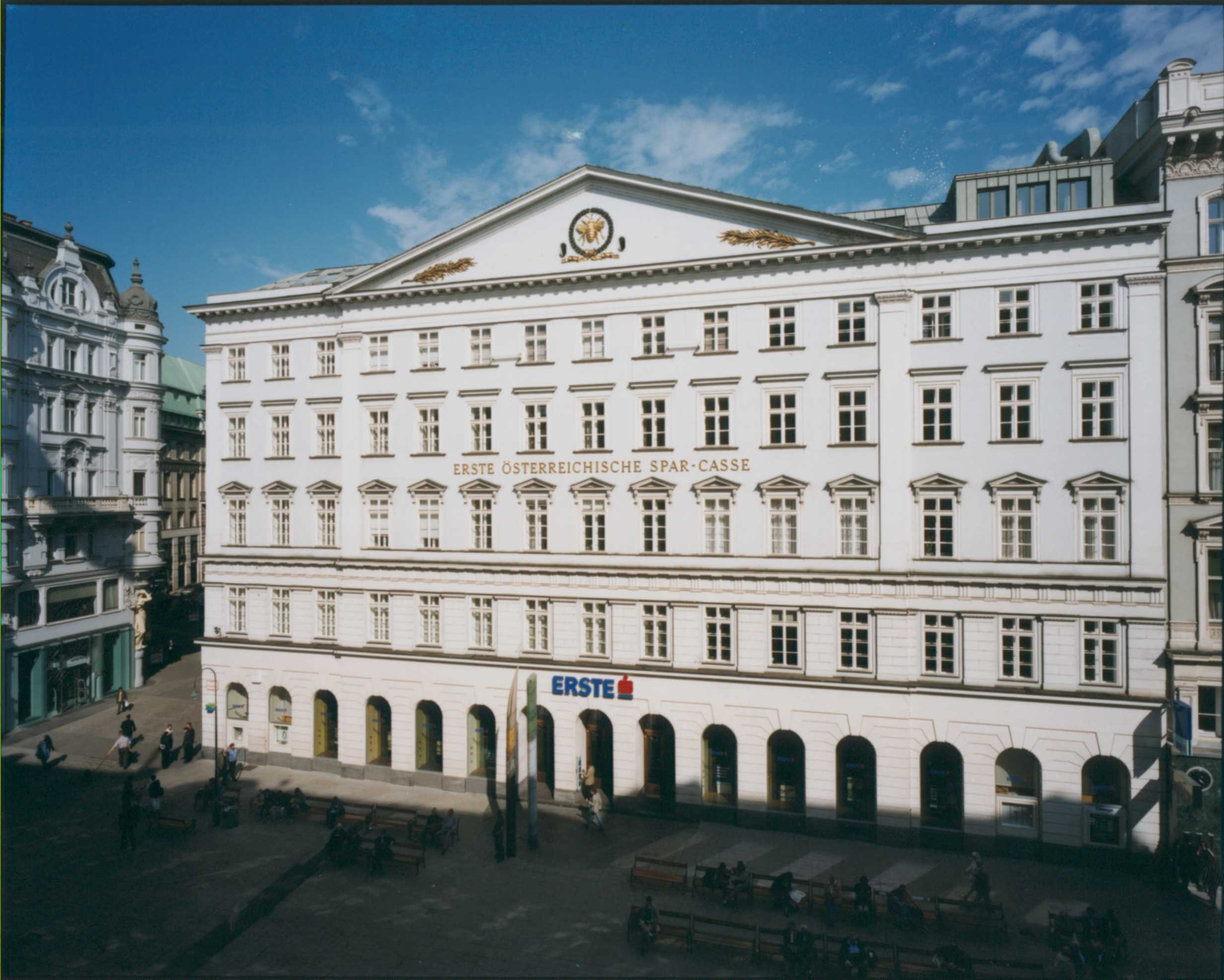
شعبه مرکزی ارسته بانک، در وین

ارسته گروپ (به آلمانی: Erste Group) شرکت خدمات مالی و بانکداری اتریشی است، که در سال ۱۸۱۹ تأسیس شد. این شرکت بزرگترین شرکت خدمات مالی در اروپای مرکزی و شرقی می‌باشد.
ارسته گروپ با تکیه بر ارائه خدمات بانکداری خرد و بانکداری خصوصی، دارای ۳٫۲۰۰ شعبه در ۸ کشور؛ اتریش، جمهوری چک، اسلواکی، رومانی، مجارستان، کرواسی، صربستان و اوکراین بوده و شمار کارکنان آن بیش از ۵۰ هزار نفر می‌باشد. این شرکت دارای بیش از ۱۷ میلیون مشترک است، که ۹۵٪ آن‌ها از شهروندان اتحادیه اروپا می‌باشند.